# Robert Island, Antarktis
Robert Island är en ö i Sydshetlandsöarna, Antarktis.
Argentina, Chile och Storbritannien gör anspråk på området.